# Татарово (Москва)
Тата́рово — бывшая деревня к западу от Москвы, находившаяся в Крылатской пойме, в 1960 году была включена в состав Москвы при расширении её границ до МКАД. Деревня существовала вплоть до 1980 года, когда, в связи с предстоящей Олимпиадой-80 всё население деревни (порядка 200 домов) было расселено по различным районам Москвы.

## Происхождение названия
По основной версии название Татарово происходит от некоего «татара», такая форма в древности порой употреблялась вместо более распространённого татарин. Возможно, это был татарский мурза, «отъехавший из Золотой Орды на службу к Великому Московскому князю».

## История

Карта окрестностей Москвы 1939 года. Видны город Кунцево и деревня Татарово

Деревня впервые упоминается в духовной грамоте великого московского князя Василия Дмитриевича в 1417—1423 годах.
К моменту расселения в деревне было 5 улиц: 1-я, 2-я, 3-я, 4-я и 5-я Ново-Татаровские. Ранее, примерно до 1968 года, улицы назывались по-иному: Луговая, Полевая, Центральная, Колхозная и Ворошиловский посёлок. Основным транспортом для населения деревни при поездках в современные районы Москвы были: в летний период — катер через Москву-реку до Серебряного бора, а в период отсутствия навигации — понтонный мост. Кроме того, ходила маршрутка до ближайшей станции метро Молодёжная. Административно деревня была связана с другими районами Москвы исходя из социальной необходимости: примерно до 1964 года в Татарово существовала начальная школа (4 класса), была амбулатория. До 1968 года дети жителей Татарова учились в 159 общеобразовательной школе Серебряного бора (в этом здании сейчас военкомат — улица Таманская, 10), после 1968 года в общеобразовательной школе 143 Хорошёва.

## Сохранность топонима
На другом берегу Москвы-реки в Серебряном Бору сейчас существует спасательная станция Татарово. Также встречается название Татаровская пойма. Название деревни сохранилось также в наименовании Татаровских высот, Татаровского оврага и Татаровского озера.